# Yelena Gorchakova
Yelena Gorchakova (Unión Soviética, 17 de mayo de 1933-27 de enero de 2002) fue una atleta soviética, especializada en la prueba de lanzamiento de jabalina en la que llegó a ser medallista de bronce olímpica en 1964.

## Carrera deportiva
En los JJ. OO. de Tokio 1964 ganó la medalla de bronce en el lanzamiento de jabalina, con una marca de 57.60 metros, siendo superada por la rumana Mihaela Peneş y la húngara Márta Rudas (plata).